# Tasner Antal
Tasner Antal (Öskü, 1808. május 5. – Pest, 1861. augusztus 25.) ügyvéd, gróf Széchenyi István titkára, a Magyar Tudományos Akadémia levelező tagja.

## Életpályája
Római katolikus nemesi család sarja; Öskün született, ahol apja, nemes Tasner Antal (1780-1854),gazdasági számadó tisztként dolgozott, majd később postamester lett;  anyja Németh Julianna volt. Középiskoláit Veszprémben, Kőszegen és Pesten végezte, majd a pesti tudományegyetemen bölcsészeti tanulmányokat folytatott, s a latin, német, francia, olasz és angol nyelveket is elsajátította. A jogtudományokat a pozsonyi jogakadémián hallgatta, és ezen idő alatt, 1826-ban nevelői állást vállalt gróf Széchenyi Pál házánál, később Sopronban Zichy Ferraris Lajos gróf mellett. Ekkor ismerkedett meg gróf Széchenyi Istvánnal, aki pályafutásának alakulására később nagy befolyást gyakorolt. 1829-ben Pesten folytatta ügyvédi joggyakorlatát, s még ugyanezen évtől 1832 őszéig Andrássy György titkáraként működött. 1831. június 22-én tette le az ügyvédi vizsgát.
1832-ben Andrássy György és Széchenyi István grófokat elkísérte Londonba a Buda és Pest között tervezett Lánchíd építésével kapcsolatos tapasztalatszerző útjukra. Széchenyi István Tasner Antalt 1833. november 1-jén vette maga mellé titkári minőségben. Tasner Széchényi István titkára maradt csaknem másfél évtizeden át, 1848. szeptember 5-éig, Széchenyinek a közügyektől (vita activa) való visszavonulása napjáig.
Tasner Antal az építendő Lánchíd 1832-től meginduló előkészítő munkáiban tevékenyen részt vett, s 1840-től a Lánchídtársaság titkára lett. Itt ismerte meg Sina Simon bárót, a Magyar Tudós Társaság igazgatótanácsának tagját, aki később titkáraként alkalmazta.
Tasner a kor reformországgyűléseinek szinte mindegyikén jelen volt: az 1825–1827. évin mint joghallgató, az 1830. évben tartott és az 1832–1836. évinek egy részén mint Andrássy gróf titkára, majd az 1839–1840. évi országgyűlésen mint Széchenyi gróf titkára és a távollevő Zichy László gróf követe vett részt.
Titkári állásában többször is alkalma volt utazásokat tenni külföldön. Első utazása közben 1832-ben Angliából Párizson át tért vissza. 1834-ben Széchenyi István gróffal, mint az Alduna szabályozására kinevezett királyi biztossal járta be Romániát (Bukarestig), Bulgáriát és Szerbia partmelléki vidékeit, ahol Hindoglu zimonyi császári-királyi tolmács, s az általa írt német–török nyelvtan segítségével, valamint a Belgrádban és Vidinben élő törökökkel társalogva elsajátította a török nyelvet is. 
A Magyar Tudós Társaság Széchenyi ajánlására 1833. november 15-én választotta levelező tagjává. 

## Munkássága
Tasner munkásságának nagy része szorosan összefonódik Széchenyi István szervező tevékenységével, akinek titkára volt. A Széchenyi által alapított egyletek és vállalkozások szervezési és első fejlődési korszakában rendszerint ő volt a jegyző és előadó: így például a pesti nemzeti kaszinónál, a lóversenyzés alapításánál, az állattenyésztő társaságnál, melynek 1830–1835 között hivatalosan jegyzője volt, s amelyből a gazdasági egyesület származott (utóbbinak is választmányi tagja lett), vagy a Duna- és Tisza-szabályozásnál.
Széchenyi István Tasner Antalra hagyta „teljes szellemi hagyatékát”: az összes naplóját, jegyzeteit azzal a megbízással, hogy azokat kiadás előtt nézze át, a kényes vagy dehonesztáló részeket semmisítse meg, vagy tegye olvashatatlanná. E kérést Tasner lelkiismeretesen végre is hajtotta. Tasner örököseitől e kincset a Magyar Tudományos Akadémia vette meg, és Zichy Antal valamint Majláth Béla által feldolgozva kiadta. Ezek később több kritikai kiadást is megértek.
Gr. Széchenyi István 1833-ban Tasnert „a magyar nyelv körüli buzgósága” alapján ajánlotta levelező tagnak a Magyar Tudós Társaságba; elsősorban idegennyelv-ismeretétől várt eredményeket. Tasner az angol fordítások mellett némettudását is hasznosította. A Tudós Társaságban Széchenyi már 1831-ben javasolta egy német–magyar és magyar–német kéziszótár készítését a tervezett egynyelvű magyar Nagyszótár előtt. Ebből a munkából 1831 és 1835 között Tasner is kivette a részét. 1835 áprilisában a német–magyar rész jelent meg először, a magyar–német rész pedig 1838-ban. Munkatársa volt az Egyetemes magyar encyclopaedia népes szerkesztőközösségének is.

Számos cikke jelent meg különböző folyóiratokban: a Társalkodóban (1833. Az újítók és javítók sorsa); a Tudománytárban (1834. 1. kötet: Lander fölfedezései Afrikában a Nigeren, az Edinburg Review után; 1835. 5. kötet: Napoleon kora, Lamarque Nestor után; 1843. Értekezések 13. kötet: Magyarország leírása a XVI. század végén, angolból); az Athenaeumban (1837. Facino Cane, Balsac után); a Hazánkban (1858. 1. évf. A budapesti lánczhíd talpkövében foglaltató oklevél eredeti szövege 1842. aug. 24.). Levelezése gróf Széchenyi Istvánnal (Pesti Hirlap 1880. 150., 167. sz.).

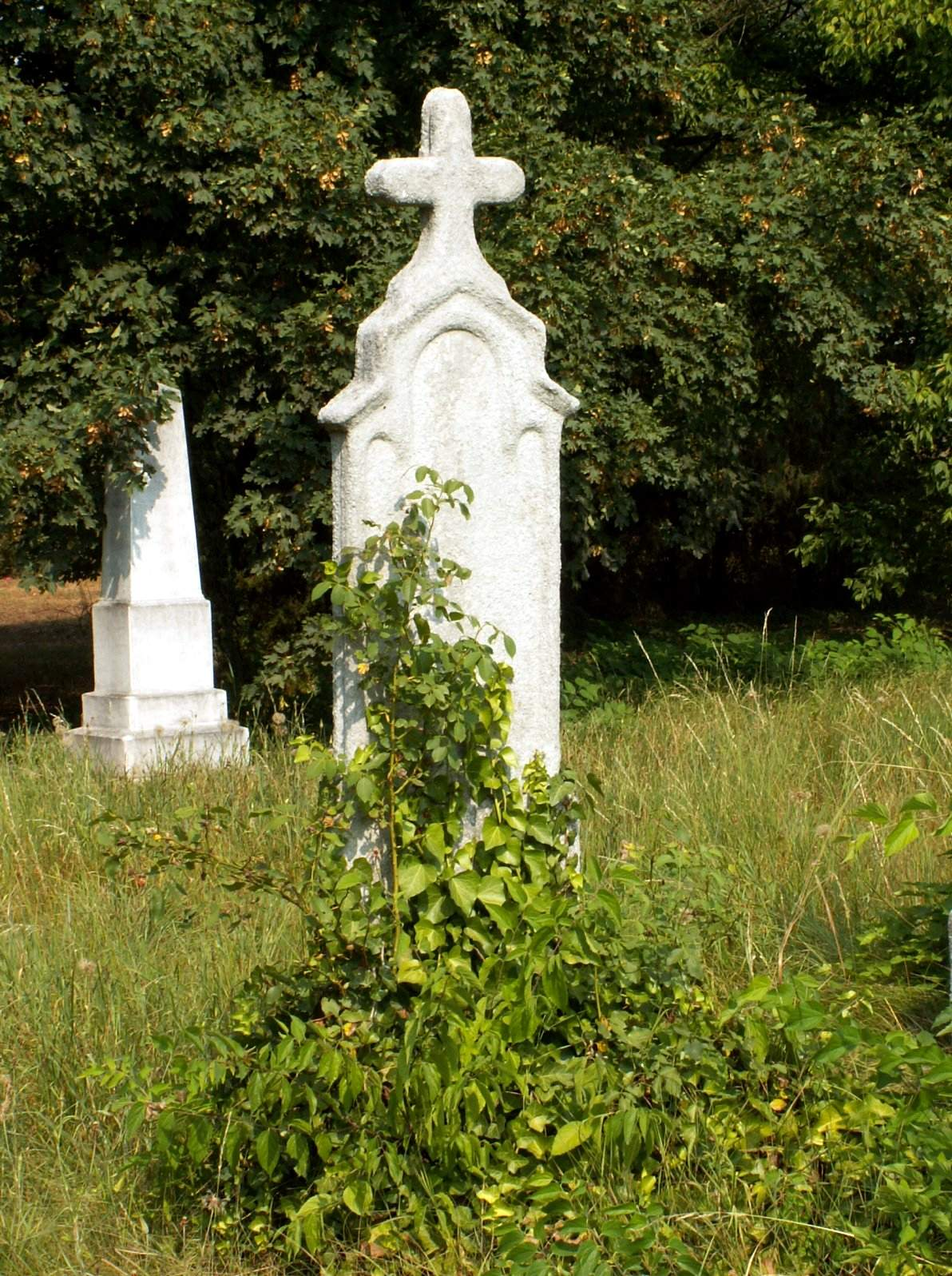
Sírja 2013 előtt a Fiumei úti sírkertben. (Gerenday Béla által továbbvitt Gerenday Antal és fia cégének sírtípusával, 1924.)

A Fiumei úti sírkertben 9-4-65. sírhelyen lévő síremlékét 2013-ban újíttatta fel a Nemzeti Emlékhely és Kegyeleti Bizottság és a Nemzeti Örökség Intézete.

## Főbb munkái
- Jelentés a magyarországi állattenyésztő társaság munkálkodásairól. A választottság nevében kiadta Andrássy György gróf és Tasner Antal. Pest. 1831. és 1832. Két füzet.
- Jelentés a magyarországi állattenyésztő társaság munkálkodásairól. A választottság nevében kiadta Tasner Antal. Pest. 1833., 1834. és 1835. Három füzet.
- Jelentés a magyar gazdasági egyesület munkálkodásairól. A választottság nevében kiadta Tasner Antal. Pest. 1836., 1837., 1838. és 1839. Négy füzet.
- Jelentés a magyar gazdasági egyesület állattenyésztési osztályának munkálódásairól. A választottság nevében kiadta Tasner Antal. Pest. 1840. és 1841. Két füzet.
- Gyepkönyv. 1831. és 1832. Szerkesztette gróf Andrássy György és Tasner Antal.
- Gyepkönyv. 1833., 1834., 1835., 1836. és 1837. Szerkesztette Tasner Antal.
- Casino könyv. 1834., 1835., 1836., 1837. és 1838. Szerkesztette Tasner Antal.
- Angol versenyszabályok. Ford. Pest, 1836.
- Kéziratban: Moore Edvard Játékos című szomorújátéka, fordítás.
- Levelezése az idézett munkákban.